# Oscar for bedste mandlige hovedrolle
Oscaren for bedste mandlige hovedrolle (officiel titel Academy Award for Best Performance by an Actor in a Leading Role) gives ved Oscar-uddelingen til en mandlig skuespiller for hans præstation i en film fra det forløbne år.

## Vindere og nominerede
Det følgende er en kronologisk oversigt over vinderne og de nominerede. Vinderne er fremhævet med fed.

### 1920'erne
| År                  | Skuespiller       | Nationalitet                        | Film                                          | Rolle(r) |
| ------------------- | ----------------- | ----------------------------------- | --------------------------------------------- | -------- |
| 1927/28 (1.)        |                   |                                     |                                               |          |
| Emil Jannings       | Weimarrepublikken | Hans sidste kommando Al Kødets Gang | Grand Duke Sergius Alexander August Schilling |          |
| Richard Barthelmess | USA               | Forbryderen Manden uden Fædreland   | Nickie Elkins Patent Leather Kid              |          |
| 1928/29 (2.)        | USA               |                                     |                                               |          |
| Warner Baxter       | USA               | In Old Arizona                      | The Cisco Kid                                 |          |
| George Bancroft     | USA               | Fra New Yorks Underverden           | Thunderbolt Jim Lang                          |          |
| Chester Morris      | USA               | Alibi                               | Chick Williams (No. 1065)                     |          |
| Paul Muni           | USA               | The Valiant                         | James Dyke                                    |          |
| Lewis Stone         | USA               | The Patriot                         | Count Pahlen                                  |          |

### 1930'erne
| År                       | Skuespiller    | Nationalitet                            | Film                           | Rolle(r) |
| ------------------------ | -------------- | --------------------------------------- | ------------------------------ | -------- |
| 1929/30 (3.)             |                |                                         |                                |          |
| George Arliss            | Storbritannien | Disraeli                                | Benjamin Disraeli              |          |
| George Arliss            | Storbritannien | Den grønne Gudinde                      | The Raja of Rukh               |          |
| Wallace Beery            | USA            | Mennesker bag Gitret                    | 'Machine Gun' Butch Schmidt    |          |
| Maurice Chevalier        | Frankrig       | Hendes franske Forlovede                | Pierre Mirande                 |          |
| Maurice Chevalier        | Frankrig       | Prinsgemalen                            | Count Alfred Renard            |          |
| Ronald Colman            | Storbritannien | Kaptajn Bulldog Drummond                | Capt. Hugh 'Bulldog' Drummond  |          |
| Ronald Colman            | Storbritannien | Straffekolonien                         | Michel                         |          |
| Lawrence Tibbett         | USA            | Zigøjner-Kærlighed                      | Yegor                          |          |
| 1930/31 (4.)             |                |                                         |                                |          |
| Lionel Barrymore         | USA            | Frie Sjæle                              | Stephen Ashe                   |          |
| Adolphe Menjou           | USA            | The Front Page                          | Walter Burns                   |          |
| Jackie Cooper            | USA            | Skippy                                  | Skippy Skinner                 |          |
| Richard Dix              | USA            | Cimarron                                | Yancey Cravat                  |          |
| Fredric March            | USA            | Den kongelige familie                   | Tony Cavendish                 |          |
| 1931/32 (5.)             |                |                                         |                                |          |
| Wallace Beery (uafgjort) | USA            | Champ, Mesterbokseren                   | 'Andy "Champ" Purcell          |          |
| Fredric March (uafgjort) | USA            | Dr. Jekyll and Mr. Hyde                 | Dr. Henry L. Jekyll / Mr. Hyde |          |
| Alfred Lunt              | USA            | The Guardsman                           | The Actor                      |          |
| 1932/33 (6.)             |                |                                         |                                |          |
| Charles Laughton         | Storbritannien | Henrik den Ottendes privatliv           | Henrik 8. af England           |          |
| Leslie Howard            | Storbritannien | Gengangeren på Berkeley Square          | Peter Standish                 |          |
| Paul Muni                | USA            | Jeg er en flygtning                     | James Allen                    |          |
| 1934 (7.)                |                |                                         |                                |          |
| Clark Gable              | USA            | Det hændte en nat                       | Peter Warner                   |          |
| Frank Morgan             | USA            | Florentinske Nætter                     | Alessandro - Hertug af Firenze |          |
| William Powell           | USA            | Den tynde mand                          | Nick Charles                   |          |
| 1935 (8.)                |                |                                         |                                |          |
| Victor McLaglen          | Storbritannien | Forræderen                              | Gypo Nolan                     |          |
| Clark Gable              | USA            | Mytteri på Bounty                       | Fletcher Christian             |          |
| Charles Laughton         | Storbritannien | Mytteri på Bounty                       | William Bligh                  |          |
| Franchot Tone            | USA            | Mytteri på Bounty                       | Roger Byam                     |          |
| Paul Muni                | USA            | Dynamit                                 | Joe Radek                      |          |
| 1936 (9.)                |                |                                         |                                |          |
| Paul Muni                | USA            | Louis Pasteur - menneskehedens velgører | Louis Pasteur                  |          |
| Gary Cooper              | USA            | En gentleman kommer til byen            | Longfellow Deeds               |          |
| Walter Huston            | USA            | Hr. og Fru Dodsworth intime             | Sam Dodsworth                  |          |
| William Powell           | USA            | Godfrey ordner alt                      | Godfrey Park                   |          |
| Spencer Tracy            | USA            | San Francisco                           | Father Tim Mullin              |          |
| 1937 (10.)               |                |                                         |                                |          |
| Spencer Tracy            | USA            | Havets helte                            | Manuel                         |          |
| Charles Boyer            | Frankrig       | Marie Walewska                          | Napoleon Bonaparte             |          |
| Fredric March            | USA            | Hollywood bag kulisserne                | Norman Maine                   |          |
| Robert Montgomery        | USA            | Når mørket sænker sig                   | Danny                          |          |
| Paul Muni                | USA            | Emile Zola's liv                        | Émile Zola                     |          |
| 1938 (11.)               |                |                                         |                                |          |
| Spencer Tracy            | USA            | Drengebyen                              | Father Flanagan                |          |
| Charles Boyer            | Frankrig       | Algiers                                 | Pépé le Moko                   |          |
| James Cagney             | USA            | Angels with Dirty Faces                 | Rocky Sullivan                 |          |
| Robert Donat             | Storbritannien | Borgen                                  | Dr. Andrew Manson              |          |
| Leslie Howard            | Storbritannien | Pygmalion                               | Professor Henry Higgins        |          |
| 1939 (12.)               |                |                                         |                                |          |
| Robert Donat             | Storbritannien | Farvel, Mr. Chips                       | Charles Edward Chipping        |          |
| Clark Gable              | USA            | Borte med blæsten                       | Rhett Butler                   |          |
| Laurence Olivier         | Storbritannien | Stormfulde højder                       | Heathcliff                     |          |
| Mickey Rooney            | USA            | Vi charmører                            | Mickey Moran                   |          |
| James Stewart            | USA            | Mr. Smith kommer til Washington         | Jefferson Smith                |          |

### 1940’erne
| År                 | Skuespiller          | Nationalitet                   | Film                                                  | Rolle(r) |
| ------------------ | -------------------- | ------------------------------ | ----------------------------------------------------- | -------- |
| 1940 (13.)         |                      |                                |                                                       |          |
| James Stewart      | USA                  | Natten før brylluppet          | Macaulay Connor                                       |          |
| Charlie Chaplin    | Storbritannien       | Diktatoren                     | Adenoid Hynkel (Diktator af Tomania) En Jødisk frisør |          |
| Henry Fonda        | USA                  | Vredens druer                  | Tom Joad                                              |          |
| Raymond Massey     | Canada · USA         | Abe Lincoln in Illinois        | Abraham Lincoln                                       |          |
| Laurence Olivier   | Storbritannien       | Rebecca                        | 'Maxim' de Winter                                     |          |
| 1941 (14.)         |                      |                                |                                                       |          |
| Gary Cooper        | USA                  | Sergeant York                  | Alvin C. York                                         |          |
| Cary Grant         | Storbritannien · USA | Penny Serenade                 | Roger Adams                                           |          |
| Walter Huston      | USA                  | Du kan ikke købe alt for penge | Mr. Scratch                                           |          |
| Robert Montgomery  | USA                  | Her kommer Mr. Jordan          | Joe Pendleton                                         |          |
| Orson Welles       | USA                  | Citizen Kane                   | Charles Foster Kane                                   |          |
| 1942 (15.)         |                      |                                |                                                       |          |
| James Cagney       | USA                  | Yankee Doodle Dandy            | George M. Cohan                                       |          |
| Ronald Colman      | Storbritannien       | Tilfældets høst                | Charles Rainier                                       |          |
| Gary Cooper        | USA                  | Når mænd er bedst              | Lou Gehrig                                            |          |
| Walter Pidgeon     | Canada               | Mrs. Miniver                   | Clem Miniver                                          |          |
| Monty Woolley      | USA                  | Manden med pilefløjterne       | Howard                                                |          |
| 1943 (16.)         |                      |                                |                                                       |          |
| Paul Lukas         | USA                  | Een for alle                   | Kurt Muller                                           |          |
| Humphrey Bogart    | USA                  | Casablanca                     | Rick Blaine                                           |          |
| Gary Cooper        | USA                  | Hvem ringer klokkerne for?     | Robert Jordan                                         |          |
| Walter Pidgeon     | Canada               | Madame Curie                   | Pierre Curie                                          |          |
| Mickey Rooney      | USA                  | Sådan er livet                 | Homer Macauley                                        |          |
| 1944 (17.)         |                      |                                |                                                       |          |
| Bing Crosby        | USA                  | Går du min vej?                | Fader Chuck O'Malley                                  |          |
| Charles Boyer      | Frankrig             | Gaslys                         | Gregory Anton                                         |          |
| Barry Fitzgerald   | Irland               | Går du min vej?                | Father Fitzgibbon                                     |          |
| Cary Grant         | Storbritannien · USA | None but the Lonely Heart      | Ernie Mott                                            |          |
| Alexander Knox     | Canada               | Wilson                         | Woodrow Wilson                                        |          |
| 1945 (18.)         |                      |                                |                                                       |          |
| Ray Milland        | Storbritannien       | Forspildte dage                | Don Birnam                                            |          |
| Bing Crosby        | USA                  | Sct. Mary's klokker            | Father Chuck O'Malley                                 |          |
| Gene Kelly         | USA                  | Orlov i Hollywood              | Joseph Brady                                          |          |
| Gregory Peck       | USA                  | Himmeriges nøgler              | Father Francis                                        |          |
| Cornel Wilde       | USA                  | Den store drøm                 | Frédéric Chopin                                       |          |
| 1946 (19.)         |                      |                                |                                                       |          |
| Fredric March      | USA                  | De bedste år                   | Al Stephenson                                         |          |
| Laurence Olivier   | Storbritannien       | Henrik V                       | Henrik 5. af England                                  |          |
| Larry Parks        | USA                  | Hele verdens sanger            | Al Jolson                                             |          |
| Gregory Peck       | USA                  | Hjortekalven                   | Ezra 'Penny' Baxter                                   |          |
| James Stewart      | USA                  | Det er herligt at leve         | George Bailey                                         |          |
| 1947 (20.)         |                      |                                |                                                       |          |
| Ronald Colman      | Storbritannien       | Jalousi                        | Anthony John                                          |          |
| John Garfield      | USA                  | Lev farligt                    | Charlie Davis                                         |          |
| Gregory Peck       | USA                  | Mand og mand imellem           | Philip Schuyler Green                                 |          |
| William Powell     | USA                  | Vi og vores far                | Clarence Day, Sr.                                     |          |
| Michael Redgrave   | Storbritannien       | Sorg klæder Elektra            | Orin Mannon                                           |          |
| 1948 (21.)         |                      |                                |                                                       |          |
| Laurence Olivier   | Storbritannien       | Hamlet                         | Hamlet, Prins af Danmark                              |          |
| Lew Ayres          | USA                  | Johnny Belinda                 | Dr. Robert Richardson                                 |          |
| Montgomery Clift   | USA                  | Et barn eftersøges             | Ralph 'Steve' Stevenson                               |          |
| Dan Dailey         | USA                  | When My Baby Smiles at Me      | 'Skid' Johnson                                        |          |
| Clifton Webb       | USA                  | Her går det godt               | Lynn Belvedere                                        |          |
| 1949 (22.)         |                      |                                |                                                       |          |
| Broderick Crawford | USA                  | Alle kongens mænd              | Willie Stark                                          |          |
| Kirk Douglas       | USA                  | Champion                       | Michael 'Midge' Kelly                                 |          |
| Gregory Peck       | USA                  | Drenge bliver mænd             | General Savage                                        |          |
| Richard Todd       | Storbritannien       | Det heftige sind               | Cpl. Lachlan 'Lachie' MacLachlan                      |          |
| John Wayne         | USA                  | Heltene fra Iwo Jima           | Sgt. John M. Stryker                                  |          |

### 1950’erne
| År                               | Skuespiller    | Nationalitet                             | Film                               | Rolle(r) |
| -------------------------------- | -------------- | ---------------------------------------- | ---------------------------------- | -------- |
| 1950 (23.)                       |                |                                          |                                    |          |
| José Ferrer                      | Puerto Rico    | Cyrano de Bergerac - den sidste musketer | Cyrano de Bergerac                 |          |
| Louis Calhern                    | USA            | The Magnificent Yankee                   | Oliver Wendell Holmes              |          |
| William Holden                   | USA            | Sunset Boulevard                         | Joe Gillis                         |          |
| James Stewart                    | USA            | Harvey                                   | Elwood P. Dowd                     |          |
| Spencer Tracy                    | USA            | Brudens far                              | Stanley T. Banks                   |          |
| 1951 (24.)                       |                |                                          |                                    |          |
| Humphrey Bogart                  | USA            | Afrikas dronning                         | Charlie Allnut                     |          |
| Marlon Brando                    | USA            | Omstigning til Paradis                   | Stanley Kowalski                   |          |
| Montgomery Clift                 | USA            | En plads i solen                         | George Eastman                     |          |
| Arthur Kennedy                   | USA            | Tilbage til livet                        | Larry Nevins                       |          |
| Fredric March                    | USA            | En sælgers død                           | Willy Loman                        |          |
| 1952 (25.)                       |                |                                          |                                    |          |
| Gary Cooper                      | USA            | Sheriffen                                | Marshal Will Kane                  |          |
| Marlon Brando                    | USA            | Viva Zapata!                             | Emiliano Zapata                    |          |
| Kirk Douglas                     | USA            | Illusionernes by                         | Jonathan Shields                   |          |
| José Ferrer                      | Puerto Rico    | Moulin Rouge                             | Henri de Toulouse-Lautrec          |          |
| Alec Guinness                    | Storbritannien | Masser af guld                           | Henry Holland                      |          |
| 1953 (26.)                       |                |                                          |                                    |          |
| William Holden                   | USA            | Stalag 17                                | Sergent J.J. Sefton                |          |
| Marlon Brando                    | USA            | Julius Caesar                            | Macus Antonius                     |          |
| Richard Burton                   | Storbritannien | Men jeg så ham dø                        | Marcellus Gallio                   |          |
| Montgomery Clift                 | USA            | Herfra til evigheden                     | Menig Robert E. Lee 'Prew' Prewitt |          |
| Burt Lancaster                   | USA            | Herfra til evigheden                     | 1. Sergent Milton Warden           |          |
| 1954 (27.)                       |                |                                          |                                    |          |
| Marlon Brando                    | USA            | I storbyens havn                         | Terry Malloy                       |          |
| Humphrey Bogart                  | USA            | Mytteriet på Caine                       | Orlogskaptajn Philip Francis Queeg |          |
| Bing Crosby                      | USA            | The Country Girl                         | Frank Elgin                        |          |
| James Mason                      | Storbritannien | En stjerne fødes                         | Norman Maine                       |          |
| Dan O'Herlihy                    | Irland         | Robinson Crusoe                          | Robinson Crusoe                    |          |
| 1955 (28.)                       |                |                                          |                                    |          |
| Ernest Borgnine                  | USA            | Marty                                    | Marty Piletti                      |          |
| James Cagney                     | USA            | Gift med en gangster                     | Martin Snyder                      |          |
| James Dean (posthumt nominering) | USA            | Øst for paradis                          | Cal Trask                          |          |
| Frank Sinatra                    | USA            | Manden med den gyldne arm                | Frankie Machine                    |          |
| Spencer Tracy                    | USA            | En mand steg af toget                    | John J. Macreedy                   |          |
| 1956 (29.)                       |                |                                          |                                    |          |
| Yul Brynner                      | USA            | Kongen og jeg                            | Kong Mongkut af Siam               |          |
| James Dean (posthumt nominering) | USA            | Giganten                                 | Jett Rink                          |          |
| Kirk Douglas                     | USA            | Filmen om Van Gogh                       | Vincent van Gogh                   |          |
| Rock Hudson                      | USA            | Giganten                                 | Jordan "Bick" Benedict Jr.         |          |
| Laurence Olivier                 | Storbritannien | Richard den Tredje                       | Richard 3. af England              |          |
| 1957 (30.)                       |                |                                          |                                    |          |
| Alec Guinness                    | Storbritannien | Broen over floden Kwai                   | Colonel Nicholson                  |          |
| Marlon Brando                    | USA            | Sayonara... farlig kærlighed             | Major Lloyd 'Ace' Gruver — USAF    |          |
| Anthony Franciosa                | USA            | Narkomanen                               | Polo Pope                          |          |
| Charles Laughton                 | Storbritannien | Anklagerens vidne                        | Sir Wilfrid Robarts                |          |
| Anthony Quinn                    | Mexico · USA   | Vild er vinden                           | Gino                               |          |
| 1958 (31.)                       |                |                                          |                                    |          |
| David Niven                      | Storbritannien | Fra bord til bord                        | Major Angus Pollock                |          |
| Tony Curtis                      | USA            | Lænken                                   | John 'Joker' Jackson               |          |
| Paul Newman                      | USA            | Kat på et varmt bliktag                  | Brick Pollitt                      |          |
| Sidney Poitier                   | Bahamas        | Lænken                                   | Noah Cullen                        |          |
| Spencer Tracy                    | USA            | Den gamle mand og havet                  | The Old Man                        |          |
| 1959 (32.)                       |                |                                          |                                    |          |
| Charlton Heston                  | USA            | Ben-Hur                                  | Judah Ben-Hur                      |          |
| Laurence Harvey                  | Storbritannien | En plads på toppen                       | Joe Lampton                        |          |
| Jack Lemmon                      | USA            | Ingen er fuldkommen                      | Jerry                              |          |
| Paul Muni                        | USA            | Den sidste vrede mand                    | Dr. Sam Abelman                    |          |
| James Stewart                    | USA            | Et mord analyseres                       | Paul Biegler                       |          |

### 1960'erne
| År                                  | Skuespiller             | Nationalitet                      | Film                                                             | Rolle(r) |
| ----------------------------------- | ----------------------- | --------------------------------- | ---------------------------------------------------------------- | -------- |
| 1960 (33.)                          |                         |                                   |                                                                  |          |
| Burt Lancaster                      | USA                     | Elmer Gantry                      | Elmer Gantry                                                     |          |
| Trevor Howard                       | Storbritannien          | Sønner og elskere                 | Walter Morel                                                     |          |
| Jack Lemmon                         | USA                     | Nøglen under måtten               | C. C. 'Bud' Baxter                                               |          |
| Laurence Olivier                    | Storbritannien          | Tribunehelten                     | Archie Rice                                                      |          |
| Spencer Tracy                       | USA                     | Solen stod stille                 | Henry Drummond                                                   |          |
| 1961 (34.)                          |                         |                                   |                                                                  |          |
| Maximilian Schell                   | Schweiz                 | Dommen i Nürnberg                 | Hans Rolfe                                                       |          |
| Charles Boyer                       | Frankrig                | Fanny                             | Cesar                                                            |          |
| Paul Newman                         | USA                     | Hajen                             | Eddie Felson                                                     |          |
| Spencer Tracy                       | USA                     | Dommen i Nürnberg                 | Dommer Dan Haywood                                               |          |
| Stuart Whitman                      | USA                     | Brændemærket                      | Jim Fuller                                                       |          |
| 1962 (35.)                          |                         |                                   |                                                                  |          |
| Gregory Peck                        | USA                     | Dræb ikke en sangfugl             | Atticus Finch                                                    |          |
| Burt Lancaster                      | USA                     | Manden fra Alcatraz               | Robert Stroud                                                    |          |
| Jack Lemmon                         | USA                     | Hektiske dage                     | Joe Clay                                                         |          |
| Marcello Mastroianni                | Italien                 | Skilsmisse på italiensk           | Ferdinando Cefalù                                                |          |
| Peter O'Toole                       | Irland · Storbritannien | Lawrence af Arabien               | T. E. Lawrence                                                   |          |
| 1963 (36.)                          |                         |                                   |                                                                  |          |
| Sidney Poitier                      | Bahamas                 | Markens liljer                    | Homer Smith                                                      |          |
| Albert Finney                       | Storbritannien          | Tom Jones                         | Tom Jones                                                        |          |
| Richard Harris                      | Irland                  | Livets pris                       | Frank Machin                                                     |          |
| Rex Harrison                        | Storbritannien          | Cleopatra                         | Julius Caesar                                                    |          |
| Paul Newman                         | USA                     | Den utæmmelige                    | Hud Bannon                                                       |          |
| 1964 (37.)                          |                         |                                   |                                                                  |          |
| Rex Harrison                        | Storbritannien          | My Fair Lady                      | Professor Henry Higgins                                          |          |
| Richard Burton                      | Storbritannien          | Becket                            | Thomas Becket                                                    |          |
| Peter O'Toole                       | Irland · Storbritannien | Becket                            | Henrik 2. af England                                             |          |
| Anthony Quinn                       | Mexico · USA            | Zorba, grækeren                   | Alexis Zorba                                                     |          |
| Peter Sellers                       | Storbritannien          | Dr. Strangelove                   | Kaptajn Lionel Mandrake Præsident Merkin Muffley Dr. Strangelove |          |
| 1965 (38.)                          |                         |                                   |                                                                  |          |
| Lee Marvin                          | USA                     | Cat Ballou                        | Kid Shelleen Tim Strawn                                          |          |
| Richard Burton                      | Storbritannien          | Spionen der kom ind fra kulden    | Alec Leamas                                                      |          |
| Laurence Olivier                    | Storbritannien          | Othello                           | Othello                                                          |          |
| Rod Steiger                         | USA                     | Pantelåneren                      | Sol Nazerman                                                     |          |
| Oskar Werner                        | Østrig                  | Narreskibet                       | Willie Schumann                                                  |          |
| 1966 (39.)                          |                         |                                   |                                                                  |          |
| Paul Scofield                       | Storbritannien          | En mand til alle tider            | Sir Thomas More                                                  |          |
| Alan Arkin                          | USA                     | Russerne kommer, russerne kommer! | Lt. Rozanov                                                      |          |
| Richard Burton                      | Storbritannien          | Hvem er bange for Virginia Woolf? | George                                                           |          |
| Michael Caine                       | Storbritannien          | Alfie                             | Alfie Elkins                                                     |          |
| Steve McQueen                       | USA                     | Kanonbåden San Pablo              | Jake Holman                                                      |          |
| 1967 (40.)                          |                         |                                   |                                                                  |          |
| Rod Steiger                         | USA                     | I nattens hede                    | Politichef Bill Gillespie                                        |          |
| Warren Beatty                       | USA                     | Bonnie and Clyde                  | Clyde Barrow                                                     |          |
| Dustin Hoffman                      | USA                     | Fagre voksne verden               | Benjamin Braddock                                                |          |
| Paul Newman                         | USA                     | Skrappe Luke                      | Luke Jackson                                                     |          |
| Spencer Tracy (posthumt nominering) | USA                     | Gæt hvem der kommer til middag    | Matt Drayton                                                     |          |
| 1968 (41.)                          |                         |                                   |                                                                  |          |
| Cliff Robertson                     | USA                     | Charly                            | Charly Gordon                                                    |          |
| Alan Arkin                          | USA                     | Hjertet er en ensom vandrer       | John Singer                                                      |          |
| Alan Bates                          | Storbritannien          | Jøden fra Kiev                    | Yakov Bok                                                        |          |
| Ron Moody                           | Storbritannien          | Oliver!                           | Fagin                                                            |          |
| Peter O'Toole                       | Irland · Storbritannien | Løve ved vintertide               | Henrik 2. af England                                             |          |
| 1969 (42.)                          |                         |                                   |                                                                  |          |
| John Wayne                          | USA                     | De frygtløse                      | Rooster Cogburn                                                  |          |
| Richard Burton                      | Storbritannien          | Anne, dronning i tusind dage      | King Henry VIII of England                                       |          |
| Dustin Hoffman                      | USA                     | Midnight Cowboy                   | Enrico Salvatore 'Ratso' Rizzo                                   |          |
| Peter O'Toole                       | Irland · Storbritannien | Farvel, Mr. Chips                 | Arthur Chipping                                                  |          |
| Jon Voight                          | USA                     | Midnight Cowboy                   | Joe Buck                                                         |          |

### 1970’erne
| År                        | Skuespiller             | Nationalitet                      | Film                            | Rolle(r) |
| ------------------------- | ----------------------- | --------------------------------- | ------------------------------- | -------- |
| 1970 (43.)                |                         |                                   |                                 |          |
| George C. Scott (afviste) | USA                     | Patton                            | Gen. George S. Patton Jr.       |          |
| Melvyn Douglas            | USA                     | I Never Sang for My Father        | Tom Garrison                    |          |
| James Earl Jones          | USA                     | Det store hvide håb               | Jack Jefferson                  |          |
| Jack Nicholson            | USA                     | Five Easy Pieces                  | Robert Eroica Dupea             |          |
| Ryan O'Neal               | USA                     | Love Story                        | Oliver Barrett IV               |          |
| 1971 (44.)                |                         |                                   |                                 |          |
| Gene Hackman              | USA                     | The French Connection             | Jimmy "Popeye" Doyle            |          |
| Peter Finch               | Australien              | Sunday Bloody Sunday              | Doctor Daniel Hirsh             |          |
| Walter Matthau            | USA                     | Kotch - en helvedes go' bedstefar | Joseph P. Kotcher               |          |
| George C. Scott           | USA                     | Hospitalet                        | Doctor Herbert Bock             |          |
| Chaim Topol               | Israel                  | Spillemand på en tagryg           | Tevye                           |          |
| 1972 (45.)                |                         |                                   |                                 |          |
| Marlon Brando (afviste)   | USA                     | The Godfather                     | Vito Corleone                   |          |
| Michael Caine             | Storbritannien          | Dobbeltspil                       | Milo Tindle                     |          |
| Laurence Olivier          | Storbritannien          | Dobbeltspil                       | Andrew Wyke                     |          |
| Peter O'Toole             | Irland · Storbritannien | Den herskende klasse              | Jack Gurney, 14. jarl af Gurney |          |
| Paul Winfield             | USA                     | Drømmen om et nyt liv             | Nathan Lee Morgan               |          |
| 1973 (46.)                |                         |                                   |                                 |          |
| Jack Lemmon               | USA                     | Manden i midten                   | Harry Stoner                    |          |
| Marlon Brando             | USA                     | Sidste tango i Paris              | Paul                            |          |
| Jack Nicholson            | USA                     | Den hårde straf                   | Billy Buddusky                  |          |
| Al Pacino                 | USA                     | Serpico                           | Frank Serpico                   |          |
| Robert Redford            | USA                     | Sidste stik                       | Johnny Hooker                   |          |
| 1974 (47.)                |                         |                                   |                                 |          |
| Art Carney                | USA                     | Harry & Tonto                     | Harry Coombes                   |          |
| Albert Finney             | Storbritannien          | Mordet i Orient-ekspressen        | Hercule Poirot                  |          |
| Dustin Hoffman            | USA                     | Lenny                             | Lenny Bruce                     |          |
| Jack Nicholson            | USA                     | Chinatown                         | Jake 'J.J.' Gittes              |          |
| Al Pacino                 | USA                     | The Godfather Part II             | Michael Corleone                |          |
| 1975 (48.)                |                         |                                   |                                 |          |
| Jack Nicholson            | USA                     | Gøgereden                         | Randle Patrick McMurphy         |          |
| Walter Matthau            | USA                     | Sunshine Boys                     | Willy Clark                     |          |
| Al Pacino                 | USA                     | En skæv eftermiddag               | Sonny Wortzik                   |          |
| Maximilian Schell         | Schweiz                 | The Man in the Glass Booth        | Arthur Goldman                  |          |
| James Whitmore            | USA                     | Give 'em Hell, Harry!             | Harry S. Truman                 |          |
| 1976 (49.)                |                         |                                   |                                 |          |
| Peter Finch (posthumt)    | Australien              | Nettet                            | Howard Beale                    |          |
| Robert De Niro            | USA · Italien           | Taxi Driver                       | Travis Bickle                   |          |
| Giancarlo Giannini        | Italien                 | Syv skønheder                     | Pasqualino Frafuso              |          |
| William Holden            | USA                     | Nettet                            | Max Schumacher                  |          |
| Sylvester Stallone        | USA                     | Rocky                             | Rocky Balboa                    |          |
| 1977 (50.)                |                         |                                   |                                 |          |
| Richard Dreyfuss          | USA                     | Hvem sover hvor?                  | Elliot Garfield                 |          |
| Woody Allen               | USA                     | Mig og Annie                      | Alvy Singer                     |          |
| Richard Burton            | Storbritannien          | Hesteguden                        | Martin Dysart                   |          |
| Marcello Mastroianni      | Italien                 | En ganske særlig dag              | Gabriele                        |          |
| John Travolta             | USA                     | Disco-feber                       | Tony Manero                     |          |
| 1978 (51.)                |                         |                                   |                                 |          |
| Jon Voight                | USA                     | Coming Home - På vej hjem         | Luke Martin                     |          |
| Warren Beatty             | USA                     | Himlen må vente                   | Joe Pendleton                   |          |
| Gary Busey                | USA                     | The Buddy Holly Story             | Buddy Holly                     |          |
| Robert De Niro            | USA · Italien           | The Deer Hunter                   | Michael Vronsky                 |          |
| Laurence Olivier          | Storbritannien          | Drengene fra Brasilien            | Ezra Lieberman                  |          |
| 1979 (52.)                |                         |                                   |                                 |          |
| Dustin Hoffman            | USA                     | Kramer mod Kramer                 | Ted Kramer                      |          |
| Jack Lemmon               | USA                     | Kinayndromet                      | Jack Godell                     |          |
| Al Pacino                 | USA                     | ...And Justice for All            | Arthur Kirkland                 |          |
| Roy Scheider              | USA                     | All That Jazz                     | Joe Gideon                      |          |
| Peter Sellers             | Storbritannien          | Being There                       | Chance                          |          |

### 1980’erne
| År                   | Skuespiller             | Nationalitet                    | Film                                     | Rolle(r) |
| -------------------- | ----------------------- | ------------------------------- | ---------------------------------------- | -------- |
| 1980 (53.)           |                         |                                 |                                          |          |
| Robert De Niro       | USA · Italien           | Tyren fra Bronx                 | Jake LaMotta                             |          |
| Robert Duvall        | USA                     | En helvedes karl                | Lieutenant Colonel Wilbur "Bull" Meechum |          |
| John Hurt            | Storbritannien          | Elefantmanden                   | John Merrick                             |          |
| Jack Lemmon          | USA                     | Han skal leve!                  | Scottie Templeton                        |          |
| Peter O'Toole        | Irland · Storbritannien | Med livet som indsats           | Eli Cross                                |          |
| 1981 (54.)           |                         |                                 |                                          |          |
| Henry Fonda          | USA                     | Deres sensommer                 | Norman Thayer, Jr.                       |          |
| Warren Beatty        | USA                     | Reds                            | John Reed                                |          |
| Burt Lancaster       | USA                     | Atlantic City                   | Lou Pascal                               |          |
| Dudley Moore         | Storbritannien          | Arthur                          | Arthur Bach                              |          |
| Paul Newman          | USA                     | I god tro                       | Michael Colin Gallagher                  |          |
| 1982 (55.)           |                         |                                 |                                          |          |
| Ben Kingsley         | Storbritannien          | Gandhi                          | Mohandas Karamchand Gandhi               |          |
| Dustin Hoffman       | USA                     | Tootsie                         | Michael Dorsey / Dorothy Michaels        |          |
| Jack Lemmon          | USA                     | Savnet                          | Ed Horman                                |          |
| Paul Newman          | USA                     | Dommen                          | Frank Galvin                             |          |
| Peter O'Toole        | Irland · Storbritannien | Det var tider                   | Alan Swann                               |          |
| 1983 (56.)           |                         |                                 |                                          |          |
| Robert Duvall        | USA                     | Den sidste drøm                 | Mac Sledge                               |          |
| Michael Caine        | Storbritannien          | Lærenemme Rita                  | Prof. Frank Bryant                       |          |
| Tom Conti            | Storbritannien          | Dus med damerne                 | Gowan McGland                            |          |
| Tom Courtenay        | Storbritannien          | Påklæderen                      | Norman                                   |          |
| Albert Finney        | Storbritannien          | Påklæderen                      | Sir                                      |          |
| 1984 (57.)           |                         |                                 |                                          |          |
| F. Murray Abraham    | USA                     | Amadeus                         | Antonio Salieri                          |          |
| Jeff Bridges         | USA                     | Starman                         | Starman                                  |          |
| Albert Finney        | Storbritannien          | Under vulkanen                  | Geoffrey Firmin                          |          |
| Tom Hulce            | USA                     | Amadeus                         | Wolfgang Amadeus Mozart                  |          |
| Sam Waterston        | USA                     | The Killing Fields              | Sydney Schanberg                         |          |
| 1985 (58.)           |                         |                                 |                                          |          |
| William Hurt         | USA                     | Edderkoppekvindens kys          | Luis Molina                              |          |
| Harrison Ford        | USA                     | Vidnet                          | Detective Captain John Book              |          |
| James Garner         | USA                     | Murphy, dit hjerte er i fare    | Murphy Jones                             |          |
| Jack Nicholson       | USA                     | Familiens ære                   | Charley Partanna                         |          |
| Jon Voight           | USA                     | Runaway Train - Flugtekspressen | Oscar 'Manny' Manheim                    |          |
| 1986 (59.)           |                         |                                 |                                          |          |
| Paul Newman          | USA                     | Det handler om penge            | Fast Eddie Felson                        |          |
| Dexter Gordon        | USA                     | Round Midnight                  | Dale Turner                              |          |
| Bob Hoskins          | Storbritannien          | Mona Lisa                       | George                                   |          |
| William Hurt         | USA                     | Kærlighed uden ord              | James Leeds                              |          |
| James Woods          | USA                     | Salvador                        | Richard Boyle                            |          |
| 1987 (60.)           |                         |                                 |                                          |          |
| Michael Douglas      | USA                     | Wall Street                     | Gordon Gekko                             |          |
| William Hurt         | USA                     | Broadcast News                  | Tom Grunick                              |          |
| Marcello Mastroianni | Italien                 | Sorte øjne                      | Romano                                   |          |
| Jack Nicholson       | USA                     | Jerneurt                        | Francis Phelan                           |          |
| Robin Williams       | USA                     | Good Morning, Vietnam           | Adrian Cronauer                          |          |
| 1988 (61.)           |                         |                                 |                                          |          |
| Dustin Hoffman       | USA                     | Rain Man                        | Raymond Babbitt                          |          |
| Gene Hackman         | USA                     | Mississippi Burning             | Agent Rupert Anderson                    |          |
| Tom Hanks            | USA                     | Big                             | Josh Baskin                              |          |
| Edward James Olmos   | USA                     | Vis hvad du kan                 | Jaime Escalante                          |          |
| Max von Sydow        | Sverige                 | Pelle Erobreren                 | Lassefar                                 |          |
| 1989 (62.)           |                         |                                 |                                          |          |
| Daniel Day-Lewis     | Storbritannien          | Min venstre fod                 | Christy Brown                            |          |
| Kenneth Branagh      | Storbritannien          | Henry V                         | Henrik 5. af England                     |          |
| Tom Cruise           | USA                     | Født den 4. juli                | Ron Kovic                                |          |
| Morgan Freeman       | USA                     | Driving Miss Daisy              | Hoke Colburn                             |          |
| Robin Williams       | USA                     | Døde poeters klub               | John Keating                             |          |

### 1990’erne
| År                                   | Skuespiller             | Nationalitet                         | Film                                    | Rolle(r) |
| ------------------------------------ | ----------------------- | ------------------------------------ | --------------------------------------- | -------- |
| 1990 (63.)                           |                         |                                      |                                         |          |
| Jeremy Irons                         | Storbritannien          | Frikendt..?                          | Claus von Bülow                         |          |
| Kevin Costner                        | USA                     | Danser med ulve                      | Lieutenant John J. Dunbar               |          |
| Robert De Niro                       | USA · Italien           | Awakenings                           | Leonard Lowe                            |          |
| Gérard Depardieu                     | Frankrig                | Cyrano de Bergerac                   | Cyrano de Bergerac                      |          |
| Richard Harris                       | Irland                  | Manden fra Amerika                   | 'Bull' McCabe                           |          |
| 1991 (64.)                           |                         |                                      |                                         |          |
| Anthony Hopkins                      | Storbritannien          | Ondskabens Øjne                      | Dr. Hannibal Lecter                     |          |
| Warren Beatty                        | USA                     | Bugsy                                | Bugsy Siegel                            |          |
| Robert De Niro                       | USA · Italien           | Cape Fear                            | Max Cady                                |          |
| Nick Nolte                           | USA                     | Savannah                             | Tom Wingo                               |          |
| Robin Williams                       | USA                     | The Fisher King                      | Parry                                   |          |
| 1992 (65.)                           |                         |                                      |                                         |          |
| Al Pacino                            | USA                     | En duft af kvinde                    | Løjtnant Colonel Frank Slade            |          |
| Robert Downey, Jr.                   | USA                     | Chaplin                              | Charlie Chaplin                         |          |
| Clint Eastwood                       | USA                     | Unforgiven                           | William Munny                           |          |
| Stephen Rea                          | Irland                  | The Crying Game                      | Fergus                                  |          |
| Denzel Washington                    | USA                     | Malcolm X                            | Malcolm X                               |          |
| 1993 (66.)                           |                         |                                      |                                         |          |
| Tom Hanks                            | USA                     | Philadelphia                         | Andrew Beckett                          |          |
| Daniel Day-Lewis                     | Storbritannien · Irland | In the Name of the Father            | Gerry Conlon                            |          |
| Laurence Fishburne                   | USA                     | Tina - What's Love Got to Do with It | Ike Turner                              |          |
| Anthony Hopkins                      | Storbritannien          | Resten af dagen                      | James Stevens                           |          |
| Liam Neeson                          | Storbritannien          | Schindlers liste                     | Oskar Schindler                         |          |
| 1994 (67.)                           |                         |                                      |                                         |          |
| Tom Hanks                            | USA                     | Forrest Gump                         | Forrest Gump                            |          |
| Morgan Freeman                       | USA                     | En verden udenfor                    | Ellis Boyd "Red" Redding                |          |
| Nigel Hawthorne                      | Storbritannien          | Den gale kong George                 | Georg 3. af Storbritannien              |          |
| Paul Newman                          | USA                     | Hvem er fuldkommen?                  | Donald "Sully" Sullivan                 |          |
| John Travolta                        | USA                     | Pulp Fiction                         | Vincent Vega                            |          |
| 1995 (68.)                           |                         |                                      |                                         |          |
| Nicolas Cage                         | USA                     | Leaving Las Vegas                    | Ben Sanderson                           |          |
| Richard Dreyfuss                     | USA                     | Mr. Holland's Opus                   | Glenn Holland                           |          |
| Anthony Hopkins                      | Storbritannien          | Nixon                                | Richard Nixon                           |          |
| Sean Penn                            | USA                     | Dead Man Walking                     | Matthew Poncelet                        |          |
| Massimo Troisi (posthumt nominering) | Italien                 | Postbudet                            | Mario Ruoppolo                          |          |
| 1996 (69.)                           |                         |                                      |                                         |          |
| Geoffrey Rush                        | Australien              | Shine                                | David Helfgott                          |          |
| Tom Cruise                           | USA                     | Jerry Maguire                        | Jerry Maguire                           |          |
| Ralph Fiennes                        | Storbritannien          | The English Patient                  | Greve Laszlo de Almásy                  |          |
| Woody Harrelson                      | USA                     | Folket mod Larry Flynt               | Larry Flynt                             |          |
| Billy Bob Thornton                   | USA                     | Sling Blade                          | Karl Childers                           |          |
| 1997 (70.)                           |                         |                                      |                                         |          |
| Jack Nicholson                       | USA                     | Det bli'r ikke bedre                 | Melvin Udall                            |          |
| Matt Damon                           | USA                     | Good Will Hunting                    | Will Hunting                            |          |
| Robert Duvall                        | USA                     | The Apostle                          | Euliss 'Sonny' Dewey — The Apostle E.F. |          |
| Peter Fonda                          | USA                     | Ulee's Gold                          | Ulysses 'Ulee' Jackson                  |          |
| Dustin Hoffman                       | USA                     | Wag the Dog                          | Stanley Motss                           |          |
| 1998 (71.)                           |                         |                                      |                                         |          |
| Roberto Benigni                      | Italien                 | Livet er smukt                       | Guido Orefice                           |          |
| Tom Hanks                            | USA                     | Saving Private Ryan                  | Captain John Miller                     |          |
| Ian McKellen                         | Storbritannien          | Gods and Monsters                    | James Whale                             |          |
| Nick Nolte                           | USA                     | Affliction                           | Wade Whitehouse                         |          |
| Edward Norton                        | USA                     | American History X                   | Derek Vinyard                           |          |
| 1999 (72.)                           |                         |                                      |                                         |          |
| Kevin Spacey                         | USA                     | American Beauty                      | Lester Burnham                          |          |
| Russell Crowe                        | Australien              | The Insider                          | Jeffrey Wigand                          |          |
| Richard Farnsworth                   | USA                     | The Straight Story                   | Alvin Straight                          |          |
| Sean Penn                            | USA                     | Dur og mol                           | Emmet Ray                               |          |
| Denzel Washington                    | USA                     | The Hurricane                        | Rubin "The Hurricane" Carter            |          |

### 2000’erne
| År                     | Skuespiller             | Nationalitet                                        | Film                               | Rolle(r) |
| ---------------------- | ----------------------- | --------------------------------------------------- | ---------------------------------- | -------- |
| 2000 (73.)             |                         |                                                     |                                    |          |
| Russell Crowe          | Australien              | Gladiator                                           | Maximus Decimus Meridius           |          |
| Javier Bardem          | Spanien                 | Before Night Falls                                  | Reinaldo Arenas                    |          |
| Tom Hanks              | USA                     | Cast Away                                           | Chuck Noland                       |          |
| Ed Harris              | USA                     | Pollock                                             | Jackson Pollock                    |          |
| Geoffrey Rush          | Australien              | Quills                                              | The Marquis de Sade                |          |
| 2001 (74.)             |                         |                                                     |                                    |          |
| Denzel Washington      | USA                     | Training Day                                        | Detective Alonzo Harris            |          |
| Russell Crowe          | Australien              | Et smukt sind                                       | John Nash                          |          |
| Sean Penn              | USA                     | I Am Sam                                            | Sam Dawson                         |          |
| Will Smith             | USA                     | Ali                                                 | Muhammad Ali                       |          |
| Tom Wilkinson          | Storbritannien          | In the Bedroom                                      | Dr. Matt Fowler                    |          |
| 2002 (75.)             |                         |                                                     |                                    |          |
| Adrien Brody           | USA                     | Pianisten                                           | Władysław Szpilman                 |          |
| Nicolas Cage           | USA                     | Adaptation.                                         | Charlie Kaufman Donald Kaufman     |          |
| Michael Caine          | Storbritannien          | The Quiet American                                  | Thomas Fowler                      |          |
| Daniel Day-Lewis       | Storbritannien · Irland | Gangs of New York                                   | William "Bill the Butcher" Cutting |          |
| Jack Nicholson         | USA                     | Rundt om Schmidt                                    | Warren R. Schmidt                  |          |
| 2003 (76.)             |                         |                                                     |                                    |          |
| Sean Penn              | USA                     | Mystic River                                        | Jimmy Markum                       |          |
| Johnny Depp            | USA                     | Pirates of the Caribbean: Den sorte forbandelse     | Jack Sparrow                       |          |
| Ben Kingsley           | Storbritannien          | House of Sand and Fog                               | Massoud Amir Behrani               |          |
| Jude Law               | Storbritannien          | Cold Mountain                                       | Inman                              |          |
| Bill Murray            | USA                     | Lost in Translation                                 | Bob Harris                         |          |
| 2004 (77.)             |                         |                                                     |                                    |          |
| Jamie Foxx             | USA                     | Ray                                                 | Ray Charles                        |          |
| Don Cheadle            | USA                     | Hotel Rwanda                                        | Paul Rusesabagina                  |          |
| Johnny Depp            | USA                     | Finding Neverland                                   | Sir J.M. Barrie                    |          |
| Leonardo DiCaprio      | USA                     | The Aviator                                         | Howard Hughes                      |          |
| Clint Eastwood         | USA                     | Million Dollar Baby                                 | Frankie Dunn                       |          |
| 2005 (78.)             |                         |                                                     |                                    |          |
| Philip Seymour Hoffman | USA                     | Capote                                              | Truman Capote                      |          |
| Terrence Howard        | USA                     | Hustle & Flow                                       | Djay                               |          |
| Heath Ledger           | Australien              | Brokeback Mountain                                  | Ennis Del Mar                      |          |
| Joaquin Phoenix        | USA · Puerto Rico       | Walk the Line                                       | Johnny Cash                        |          |
| David Strathairn       | USA                     | Good Night, and Good Luck                           | Edward R. Murrow                   |          |
| 2006 (79.)             |                         |                                                     |                                    |          |
| Forest Whitaker        | USA                     | The Last King of Scotland                           | Idi Amin                           |          |
| Leonardo DiCaprio      | USA                     | Blood Diamond                                       | Danny Archer                       |          |
| Ryan Gosling           | Canada                  | Half Nelson                                         | Dan Dunne                          |          |
| Peter O'Toole          | Irland · Storbritannien | Venus                                               | Maurice                            |          |
| Will Smith             | USA                     | Jagten på lykke                                     | Chris Gardner                      |          |
| 2007 (80.)             |                         |                                                     |                                    |          |
| Daniel Day-Lewis       | Storbritannien · Irland | There Will Be Blood                                 | Daniel Plainview                   |          |
| George Clooney         | USA                     | Michael Clayton                                     | Michael Clayton                    |          |
| Johnny Depp            | USA                     | Sweeney Todd: Den djævelske barber fra Fleet Street | Sweeney Todd                       |          |
| Tommy Lee Jones        | USA                     | In the Valley of Elah                               | Hank Deerfield                     |          |
| Viggo Mortensen        | USA · Danmark           | Eastern Promises                                    | Nikolai Luzhin                     |          |
| 2008 (81.)             |                         |                                                     |                                    |          |
| Sean Penn              | USA                     | Milk                                                | Harvey Milk                        |          |
| Richard Jenkins        | USA                     | The Visitor                                         | Walter Vale                        |          |
| Frank Langella         | USA                     | Frost/Nixon                                         | Richard Nixon                      |          |
| Brad Pitt              | USA                     | Benjamin Buttons forunderlige liv                   | Benjamin Button                    |          |
| Mickey Rourke          | USA                     | The Wrestler                                        | Randy "The Ram" Robinson           |          |
| 2009 (82.)             |                         |                                                     |                                    |          |
| Jeff Bridges           | USA                     | Crazy Heart                                         | Otis 'Bad' Blake                   |          |
| George Clooney         | USA                     | Up in the Air                                       | Ryan Bingham                       |          |
| Colin Firth            | Storbritannien          | A Single Man                                        | George Falconer                    |          |
| Morgan Freeman         | USA                     | Invictus                                            | Nelson Mandela                     |          |
| Jeremy Renner          | USA                     | The Hurt Locker                                     | Oversergent William James          |          |

### 2010’erne
| År                    | Skuespiller             | Nationalitet                                    | Film                            | Rolle(r) |
| --------------------- | ----------------------- | ----------------------------------------------- | ------------------------------- | -------- |
| 2010 (83.)            |                         |                                                 |                                 |          |
| Colin Firth           | Storbritannien          | Kongens store tale                              | George 6. af Storbritannien     |          |
| Javier Bardem         | Spanien                 | Biutiful                                        | Uxbal                           |          |
| Jeff Bridges          | USA                     | True Grit                                       | Rooster Cogburn                 |          |
| Jesse Eisenberg       | USA                     | The Social Network                              | Mark Zuckerberg                 |          |
| James Franco          | USA                     | 127 Hours                                       | Aron Ralston                    |          |
| 2011 (84.)            |                         |                                                 |                                 |          |
| Jean Dujardin         | Frankrig                | The Artist                                      | George Valentin                 |          |
| Demián Bichir         | Mexico                  | A Better Life                                   | Carlos Galindo                  |          |
| George Clooney        | USA                     | The Descendants                                 | Matt King                       |          |
| Gary Oldman           | Storbritannien          | Dame, konge, es, spion                          | George Smiley                   |          |
| Brad Pitt             | USA                     | Moneyball                                       | Billy Beane                     |          |
| 2012 (85.)            |                         |                                                 |                                 |          |
| Daniel Day-Lewis      | Storbritannien · Irland | Lincoln                                         | Abraham Lincoln                 |          |
| Bradley Cooper        | USA                     | Silver Linings Playbook                         | Pat Solitano, Jr.               |          |
| Hugh Jackman          | Australien              | Les Misérables                                  | Jean Valjean                    |          |
| Joaquin Phoenix       | USA · Puerto Rico       | The Master                                      | Freddie Quell                   |          |
| Denzel Washington     | USA                     | Flight                                          | Captain William 'Whip' Whitaker |          |
| 2013 (86.)            |                         |                                                 |                                 |          |
| Matthew McConaughey   | USA                     | Dallas Buyers Club                              | Ron Woodroof                    |          |
| Christian Bale        | Storbritannien          | American Hustle                                 | Irving Rosenfeld                |          |
| Bruce Dern            | USA                     | Nebraska                                        | Woodrow T. "Woody" Grant        |          |
| Leonardo DiCaprio     | USA                     | The Wolf of Wall Street                         | Jordan Belfort                  |          |
| Chiwetel Ejiofor      | Storbritannien          | 12 Years a Slave                                | Solomon Northup                 |          |
| 2014 (87.)            |                         |                                                 |                                 |          |
| Eddie Redmayne        | Storbritannien          | Teorien om alting                               | Stephen Hawking                 |          |
| Steve Carell          | USA                     | The Foxcatcher                                  | John Eleuthère du Pont          |          |
| Bradley Cooper        | USA                     | American Sniper                                 | Chris Kyle                      |          |
| Benedicht Cumberbatch | Storbritannien          | The Imitation Game                              | Alan Turing                     |          |
| Michael Keaton        | USA                     | Birdman (or The Unexpected Virtue of Ignorance) | Riggan Thomson                  |          |
| 2015 (88.)            |                         |                                                 |                                 |          |
| Leonardo DiCaprio     | USA                     | The Revenant                                    | Hugh Glass                      |          |
| Bryan Cranston        | USA                     | Trumbo                                          | Dalton Trumbo                   |          |
| Matt Damon            | USA                     | The Martian                                     | Mark Whatney                    |          |
| Michael Fassbender    | Irland                  | Steve Jobs                                      | Steve Jobs                      |          |
| Eddie Redmayne        | Storbritannien          | Den danske pige                                 | Lili Elbe                       |          |
| 2016 (89.)            |                         |                                                 |                                 |          |
| Casey Affleck         | USA                     | Manchester by the Sea                           | Lee Chandler                    |          |
| Andrew Garfield       | USA · Storbritannien    | Hacksaw Ridge                                   | Desmond T. Doss                 |          |
| Ryan Gosling          | Canada                  | La La Land                                      | Sebastian Wilder                |          |
| Viggo Mortensen       | USA · Danmark           | Captain Fantastic                               | Ben Cash                        |          |
| Denzel Washington     | USA                     | Fences                                          | Troy Maxson                     |          |
| 2017 (90.)            |                         |                                                 |                                 |          |
| Gary Oldman           | Storbritannien          | Darkest Hour                                    | Winston Churchill               |          |
| Timothée Chalamet     | USA                     | Call Me by Your Name                            | Elio Perlman                    |          |
| Daniel Day-Lewis      | Irland · Storbritannien | Phantom Thread                                  | Reynolds Woodcock               |          |
| Daniel Kaluuya        | Storbritannien          | Get Out                                         | Chris Washington                |          |
| Denzel Washington     | USA                     | Roman J. Israel, Esq.                           | Roman J. Israel                 |          |
| 2018 (91.)            |                         |                                                 |                                 |          |
| Rami Malek            | USA                     | Bohemian Rhapsody                               | Freddie Mercury                 |          |
| Christian Bale        | Storbritannien          | Vice                                            | Dick Cheney                     |          |
| Bradley Cooper        | USA                     | A Star Is Born                                  | Jackson "Jack" Maine            |          |
| Willem Dafoe          | USA                     | At Eternity's Gate                              | Vincent van Gogh                |          |
| Viggo Mortensen       | USA · Danmark           | Green Book                                      | Frank "Tony Lip" Vallelonga     |          |